# Chalcionellus tunisius
Chalcionellus tunisius är en skalbaggsart som först beskrevs av Sylvain Auguste de Marseul 1876.  Chalcionellus tunisius ingår i släktet Chalcionellus och familjen stumpbaggar. Inga underarter finns listade i Catalogue of Life.